# South Lead Hill
South Lead Hill – miasto w Stanach Zjednoczonych, w stanie Arkansas, w hrabstwie Boone.